# Polynema hebe
Polynema hebe är en stekelart som först beskrevs av Debauche 1949.  Polynema hebe ingår i släktet Polynema och familjen dvärgsteklar. Inga underarter finns listade i Catalogue of Life.